# Guessabo
Guessabo è una città e sottoprefettura della Costa d'Avorio appartenente al dipartimento di Zoukougbeu. Conta una popolazione di 36 302 abitanti (censimento 2014).